# Olifant (танк)
Olifant (с африк. — «слон») — южноафриканский основной боевой танк, модификация британского танка «Centurion» (Центурион). Olifant считается лучшим танком местного производства на африканском континенте. Хотя он основан на корпусе танка «Centurion», у него есть пушка, силовая установка, трансмиссия, гусеницы, колеса и система управления огнем местной разработки и местного производства. Таким образом, по крайней мере более новый Olifant Mk.2 можно рассматривать не как модификацию танка «Centurion», а как почти полноценный танк.

## История
В 1976 году в ЮАР была начата программа по модернизации британских танков «Центурион», находившихся на вооружении Южно-Африканских сил обороны с конца 1950-х годов. Всего было закуплено около 200 машин.
На Olifant Mk.1A вместо 83-мм использована 105-мм пушка L7A1, установлен лазерный дальномер, баллистический вычислитель, 81-мм дымовые гранатомёты, подсветочный ночной прицел командира, перископические приборы наблюдения с электронно-оптическим усилением изображения у водителя и наводчика. Английские двигатели «Метеор» заменены на американский дизельный двигатель AVDS-1750, использована американская автоматическая гидромеханическая трансмиссия. Ёмкость топливных баков доведена до 1280 л. В конце 1970-х годов модернизацию прошла 221 машина.
Следующая модернизированная версия Mk.1B была принята на вооружение в 1991 году. Переоборудовано всего 50 единиц.
Главное вооружение осталось прежним — южноафриканский вариант английской 105-мм танковой пушки L7A1. В отличие от всех других модификаций «Центуриона», на пушке «Олифанта-1B» имелся теплоизоляционный кожух из стеклопластика; приводы наведения пушки и разворота башни — электрические. У наводчика устанавливался перископический прицел со стабилизированной линией визирования и встроенным лазерным дальномером. В СУО был введён новый баллистический вычислитель. Двустворчатый люк заряжающего заменили одностворчатым, открывающимся вперёд. Кормовую корзину для хранения снаряжения и имущества экипажа заменили специальным отсеком значительного объёма, включённым в общие обводы башни. Южноафриканские танкисты нашли новому отсеку неожиданное применение, используя его в качестве ванны. В значительной степени была усилена бронезащита путём монтажа плоских навесных модулей на борта и крышу башни. Установка дополнительной брони проводилась с учётом балансировки башни, в результате чего последняя сбалансирована лучше, чем на «центурионах» всех других моделей, и для её разворота требуются меньшие усилия. Ходовую часть танка прикрывали заново спроектированные стальные экраны, секции которых для удобства технического обслуживания подвески выполнялись меньшими по размерам, чем оригинальные экраны танка «Центурион». Секции экранов могут откидываться вверх на шарнирах.
Полностью была перепроектирована ходовая часть, в которой использовалась индивидуальная торсионная подвеска опорных катков, имевших динамический ход 290 мм и полный — 435 мм. Это позволило резко улучшить проходимость танка, особенно на больших скоростях. На всех узлах подвески устанавливались гидроупоры, а на 1, 2, 5 и 6-м узлах — гидравлические амортизаторы. Улучшили и эргономику отделения управления, двустворчатый люк механика-водителя заменили сдвижным монолитным люком. Вместо двух перископических приборов, размещавшихся в створках прежнего люка, на корпусе смонтировали три широкоугольных перископа. В моторно-трансмиссионном отделении разместили более мощный вариант дизеля V-12 (мощность форсированного дизеля — 940 л.с.; нефорсированного — 750 л.с.). Этот двигатель, несмотря на рост массы танка с 56 до 58 т, позволил повысить удельную мощность (16,2 л.с./т, по сравнению с 13,4 л.с./т, у «Олифанта-1A»). Трансмиссию американской конструкции заменили на южноафриканскую автоматическую AMTRA III (четыре скорости вперёд и две назад). Максимальная скорость движения танка по шоссе возросла до 58 км/ч. Установка нового силового блока привела к увеличению длины танка, по сравнению с «Олифантом-1A», на 20 см. Для улучшения противоминной защиты было применено разнесённое бронирование днища корпуса; между листами брони расположены элементы торсионной подвески.
Переоборудование танков «Олифант-1A» в вариант «Олифант-1B» началось в 1990 году.
По данным на начало 2000 года, в подразделениях первой линии вооружённых сил ЮАР числилось 172 танка «Олифант 1A/1B», ещё 120 танков находилось на хранении.
Olifant Mk.2 (2003) — применён новый турбонагнетатель и промежуточный охладитель для дизеля GE AVDS-1790 мощностью 1040 л.с. разработки фирмы Delkon, улучшена точность системы управления огнём и усовершенствованы приводы башни производства фирмы Reunert. Система управления огнём содержит баллистический вычислитель и стабилизированную платформу наблюдения командира с тепловизором. Работы по модернизации продолжались в 2006—2007 годах. Переоборудовано небольшое количество машин. По некоторым данным, модернизацию прошло от 13 до 26 танков.
Танк принимал участие в боевых операциях против соседних стран, включая иностранную интервенцию в ходе войны в Анголе. В 2003—2005 годах 26 танков были модернизированы до уровня Mk.2 и поступили на вооружение бронетанковых войск Южно-Африканских национальных сил обороны в 2007 году. По состоянию на 2011 год, на вооружении Южно-Африканских национальных сил обороны числилось 167 танков «Олифант» разных модификаций, ещё 133 единицы находились на хранении.

## Оценка проекта
История создания «Олифант» является интересным примером повышения боевых возможностей устаревших танков на протяжении 40 лет. Несмотря на то, что «Олифант» не может на равных противостоять современным ОБТ на большинстве театров военных действий, множество внесённых усовершенствований ставит его в более выгодное положение по сравнению с танками, не адаптированными к условиям эксплуатации на африканском континенте.
В 2010 году Южно-Африканские национальные силы обороны объявили о желании заменить «Олифанты» на более совершенные танки. Во время выставки вооружений и военной техники «AAD 2010» в Кейптауне южноафриканским военным были предложены украинский танк «Булат» и немецкий Leopard 2A4. Потребность ЮАНСО в новой бронетехнике оценивается в 96 танков и 6 БРЭМ.

## На вооружении
- ЮАР — 26 Olifant Mk.2, 141 Olifant Mk.1B и 34 Olifant Mk.1A (+133 Mk.1A на хранении), по состоянию на 2011 год[2][4]